# 브링 유어 온 디바이스
브링 유어 온 디바이스(bring your own device, BYOD), 브링 유어 온 테크놀로지(bring your own technology, BYOT), 브링 유어 온 폰(bring your own phone, BYOP), 브링 유어 온 퍼스널 컴퓨터(bring your own personal computer, BYOPC)는 개인의 개인용 컴퓨터를 개인적으로 사용하도록 허용되는 것을 의미한다. 공식적으로 제공되는 장치를 사용하도록 요구하는 것이 아니라 소유한 장치를 사용하는 것이다.
이 용어가 사용되는 두 가지 주요 상황이 있다. 하나는 휴대폰 업계에 속하며, 고객이 통신사로부터 새 장치를 구입하도록 강요받지 않고 네트워크에서 기존 휴대폰(또는 기타 휴대폰 장치)을 활성화할 수 있도록 허용하는 통신사를 의미한다.
이 기사의 주요 초점인 다른 하나는 직장에 관한 것으로, 직원이 개인 소유 장치(노트북, 태블릿, 스마트폰 등)를 직장에 가져오고 해당 장치를 사용하여 액세스하도록 허용하는 정책을 의미한다. 특권 회사 정보 및 응용 프로그램. 이러한 현상을 일반적으로 IT 소비자화(IT consumerization)라고 한다.
BYOD는 브라질, 러시아 등 고성장 시장의 직원 중 약 75%, 선진국 시장의 44%가 이미 직장에서 자신의 기술을 사용하는 등 비즈니스 세계에 크게 진출하고 있다. 설문 조사에 따르면 기업은 직원이 개인 장치를 직장에 가져오는 것을 막을 수 없는 것으로 나타났다. 연구는 이점에 따라 나누어진다. 한 설문 조사에 따르면 직원 중 약 95%가 업무용으로 하나 이상의 개인 장치를 사용한다고 답했다.

## 같이 보기
- 모바일 보안